# بواب
البَّوَاب هو شخص يُوظف لتقديم الخدمات وضمان والأمن في مبنى سكني أو فندق. يعمل البوابون خاصة في الأبراج الشاهقة الفاخرة الحضرية. البواب مسؤول في المبناني السكنية عن فتح الأبواب وفحص الزوار والاستلام. غالبًا ما يقدمون خدمات أُخَر مثل التوقيع على الطرود وحمل الأمتعة بين المصعد والشارع أو استدعاء سيارات الأجرة للمقيمين والضيوف.